# Global Reporting Initiative
La Iniciativa de Reporte Global o Global Reporting Initiative (inglés) es una organización sin fines de lucro que opera a nivel internacional, que se dedica a introducir los reportes de sustentabilidad como práctica estándar entre las empresas, otras organizaciones, entre otros. Esta iniciativa creó el esquema más utilizado a nivel mundial para la elaboración de memorias de sostenibilidad de aquellas compañías que desean evaluar su desempeño económico, ambiental y social. o, más bien, para analizar o presentar su responsabilidad social. Es un centro oficial de colaboración del Programa de las Naciones Unidas para el Medio Ambiente (PNUMA).

## Historia
Desde su creación en 1997, tras el derrame de petróleo causado por Exxon Valdez, hasta su relocación a Ámsterdam y su primera actualización de las directrices en 2002, el GRI era un proyecto conjunto entre el PNUMA y la organización CERES: Coalition for Enviromentally Responsible Economies. Fue concebido con el fin de aumentar la calidad de la elaboración de las memorias de sostenibilidad, hasta equipararlas con los informes financieros en cuanto a comparabilidad, rigor, credibilidad, periodicidad y verificabilidad. Actualmente es una institución independiente, con su propia Junta Directiva y que tiene su base en Ámsterdam.
El GRI cuenta con la participación activa de representantes de organizaciones de derechos 
humanos, derechos laborales, investigación, medioambientales, corporaciones, inversionistas y organizaciones contables.

## Objetivo
Una economía global sostenible donde las organizaciones gestionen responsablemente su desempeño e impactos económicos, ambientales y sociales, y elaboren memorias de una forma transparente, además de hacer de la elaboración de memorias de sostenibilidad una práctica habitual proporcionando orientación y respaldo a las organizaciones.